# Maslenitsa

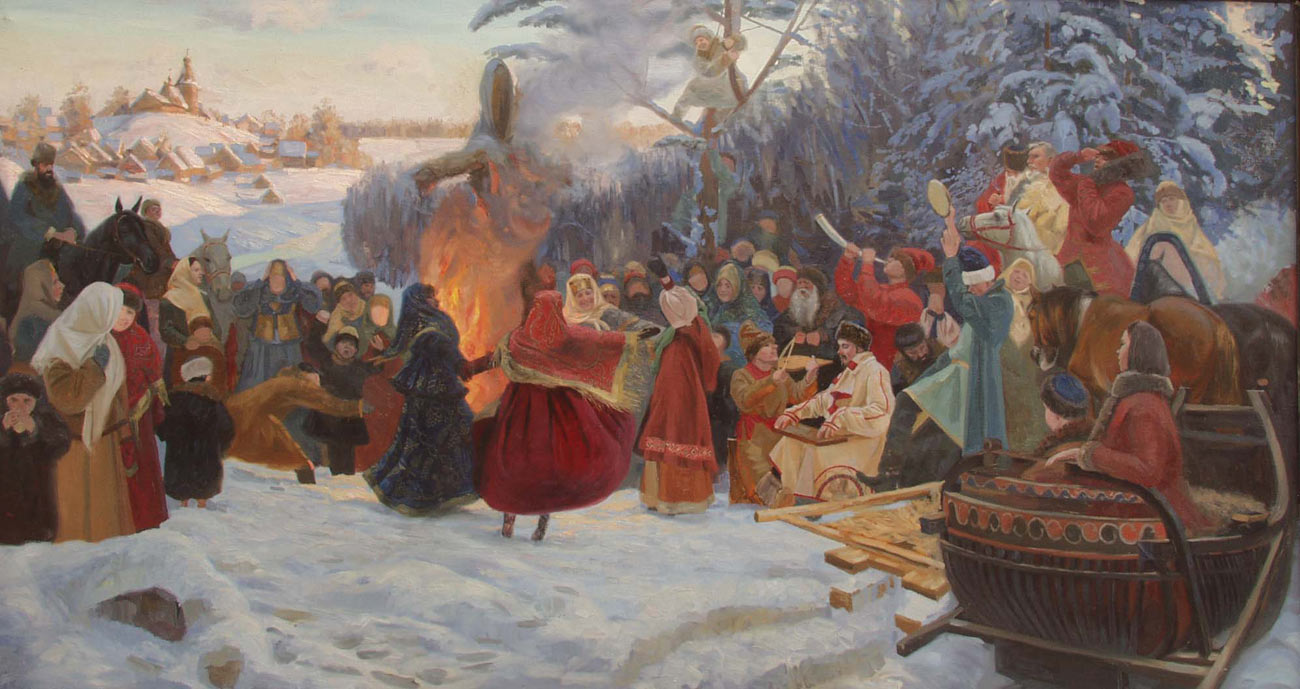
Maslenitsa. Adeus ao inverno, de Semion Kojin, retratando a Rússia do século XVII.

Maslenitsa é um festival religioso e folclórico de vários povos do Leste Europeu, incorporando tradições da mitologia eslávica. É celebrado durante a última semana antes da "Grande Quaresma", isto é, a oitava semana antes da Páscoa.
O elemento essencial da celebração Maslenitsa são os blini, panquecas ou crepes feitos com massa lêveda, que popularmente simbolizam o regresso do sol.  Redondas e douradas, são feitos a partir de alimentos ricos ainda permitidos durante essa semana pelas tradições: manteiga, ovos e leite (na tradição da Igreja Ortodoxa, o consumo de carne termina uma semana antes do consumo de leite e ovos). Na Ucrânia, também são preparados syrniki e pierogi para a data.
A Maslenitsa também inclui máscaras, lutas de neve, trenós, balançando, balanços e abundância de passeios de trenó. A mascote da festa é geralmente um boneco de palha brilhantemente vestido, chamado de "Senhora Maslenitsa", boneco anteriormente conhecido como Kostroma. Como o auge da celebração, na noite de domingo, a Senhora Maslenitsa é despojada da sua elegância, e queimada nas chamas de uma fogueira.
Em São Petersburgo a celebração moderna do festival é organizada pela cidade a cair em data a fixar anualmente.

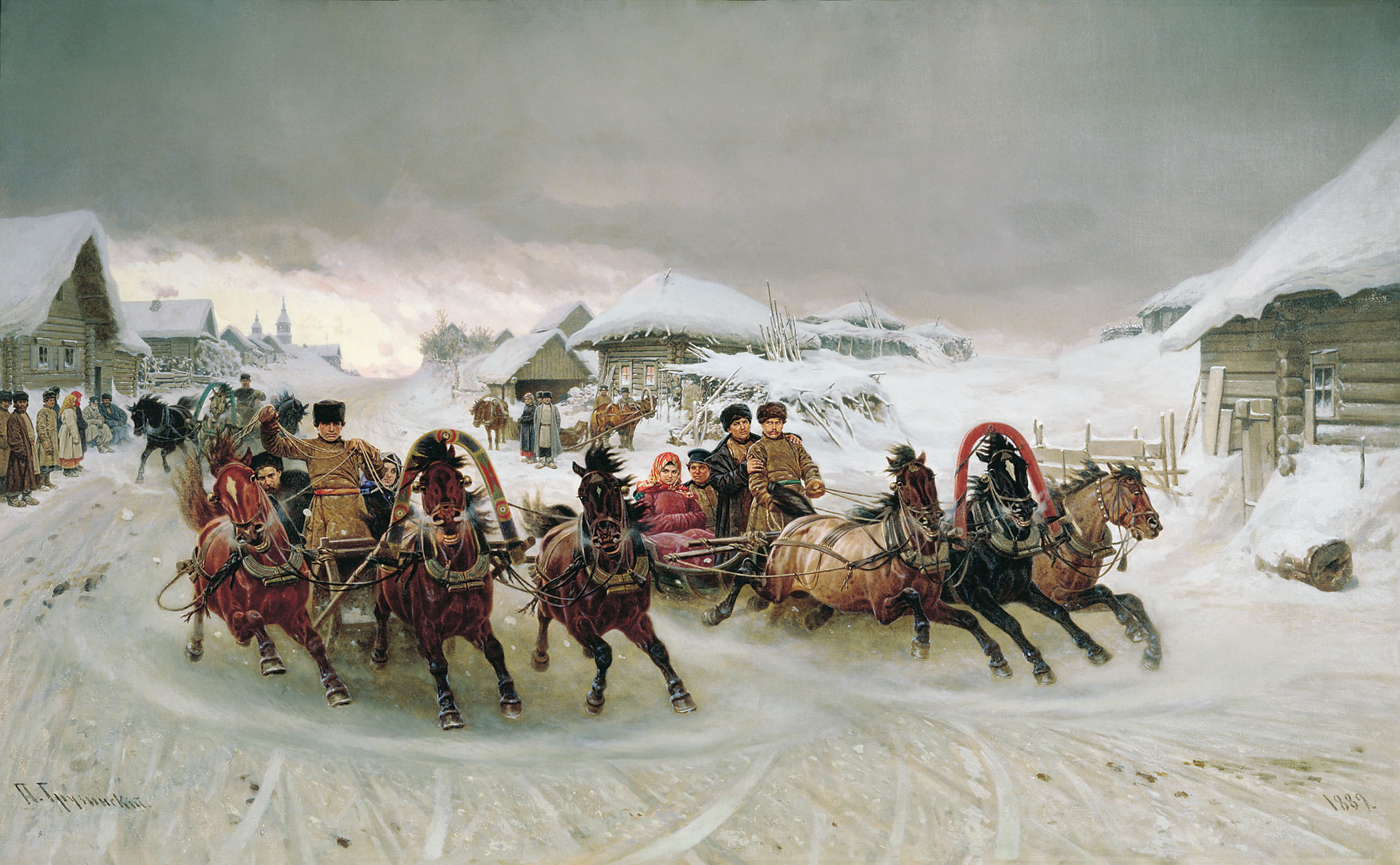
Peter N. Gruzinsky. Maslenitsa. 1889
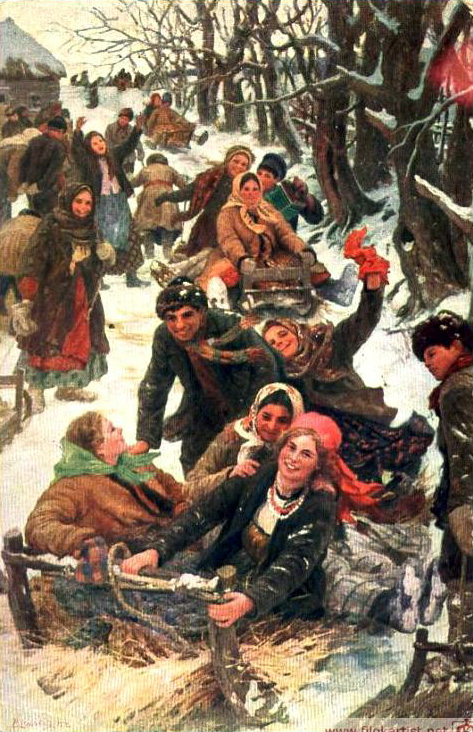
Diversão festiva. Antes de 1917
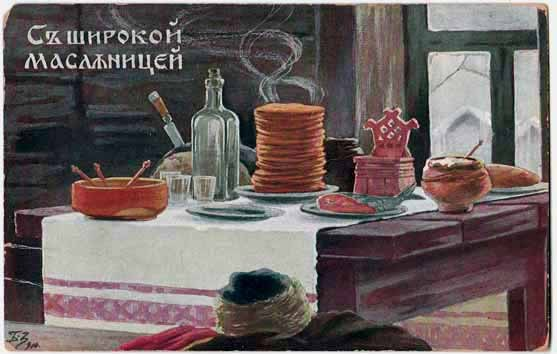
Panquecas russas
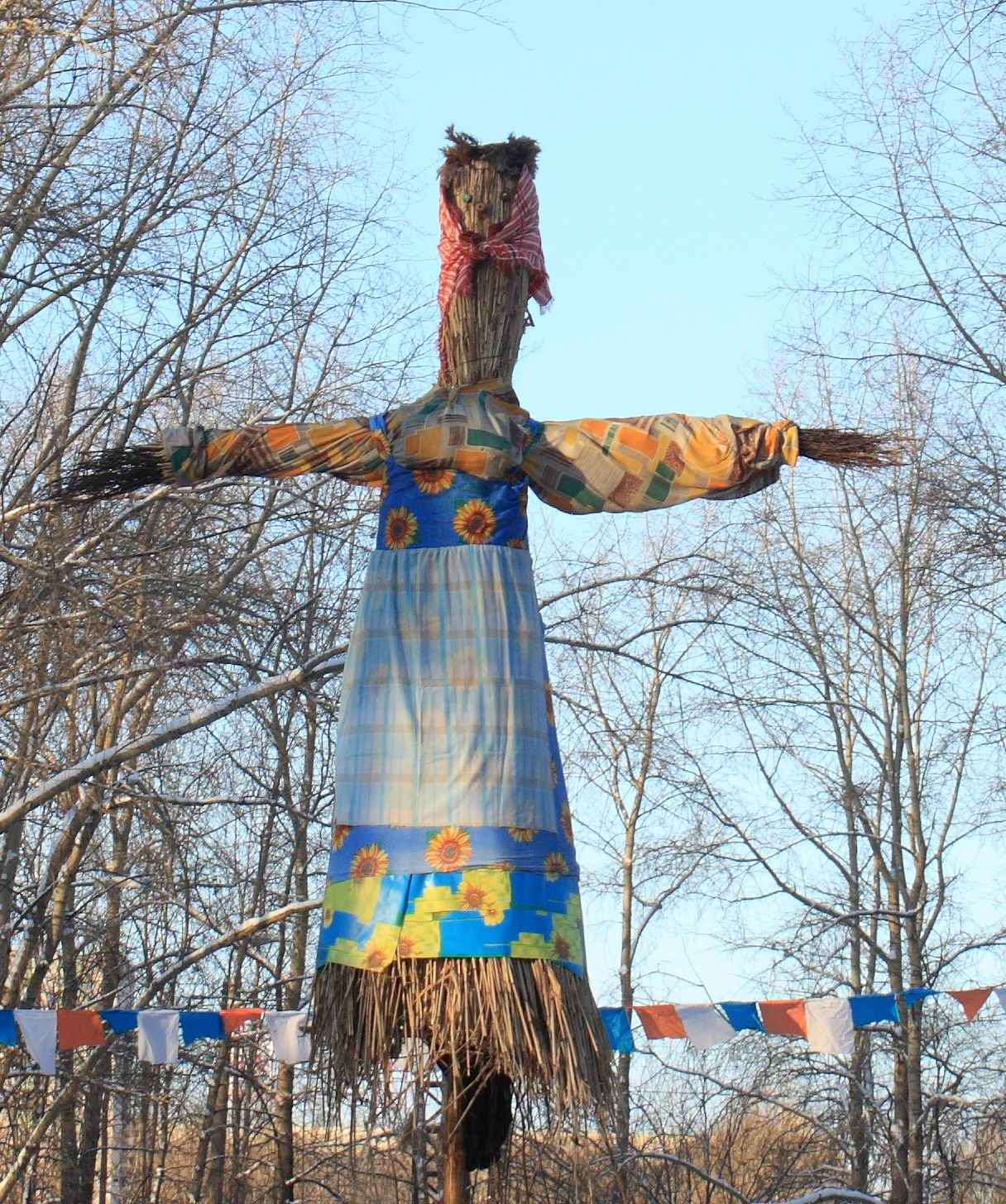
Efígie de inverno na Rússia. 2010
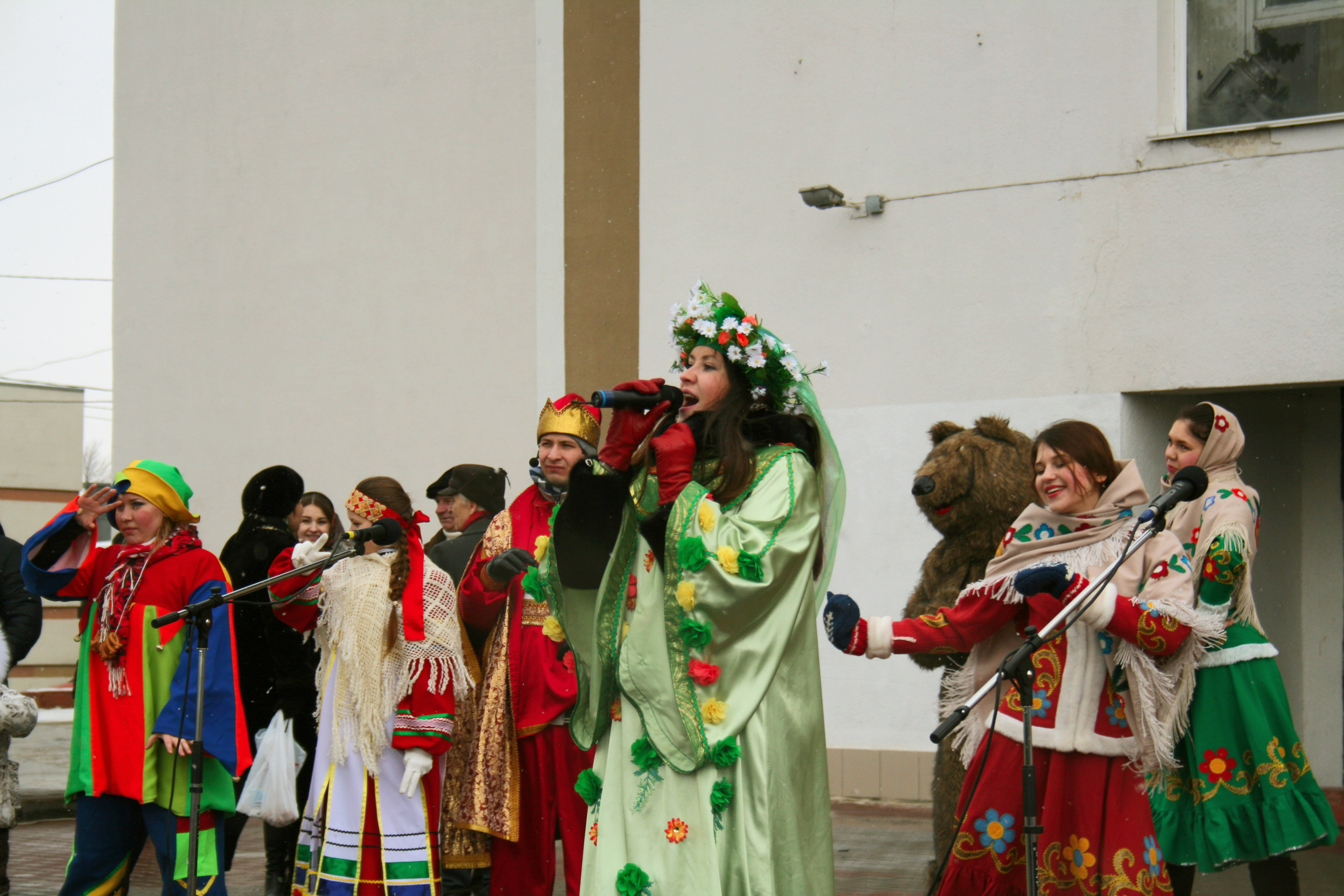
Maslenitsa em Belgorod, no ano de 2015.
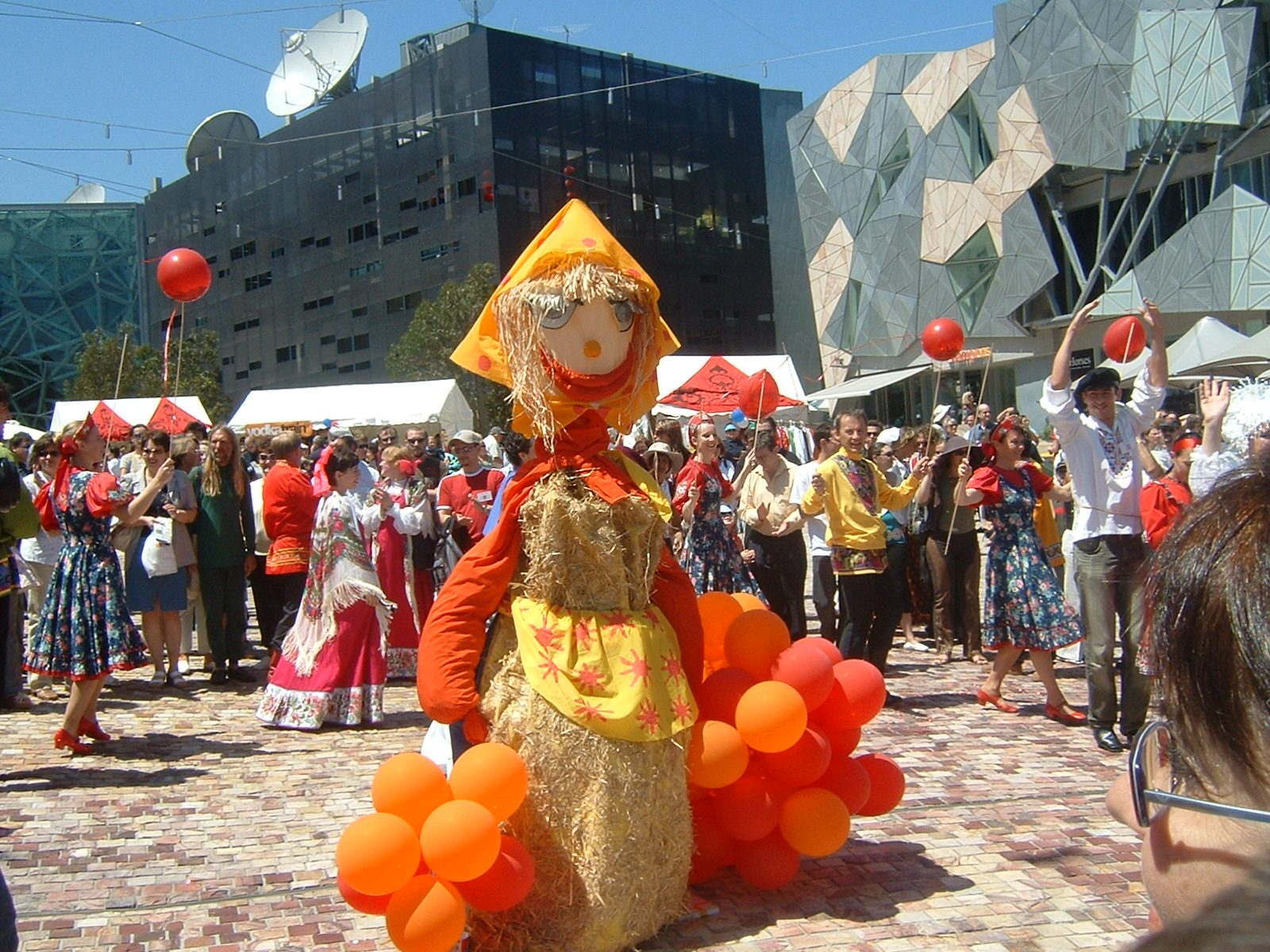
Senhora Maslenitsa. Celebração de Maslenitsa em Austrália. Federation Square, Melbourne, 5 de fevereiro 2006, três semanas antes do início do Maslenitsa real.